# Piazza del Duomo (Reggio Emilia)

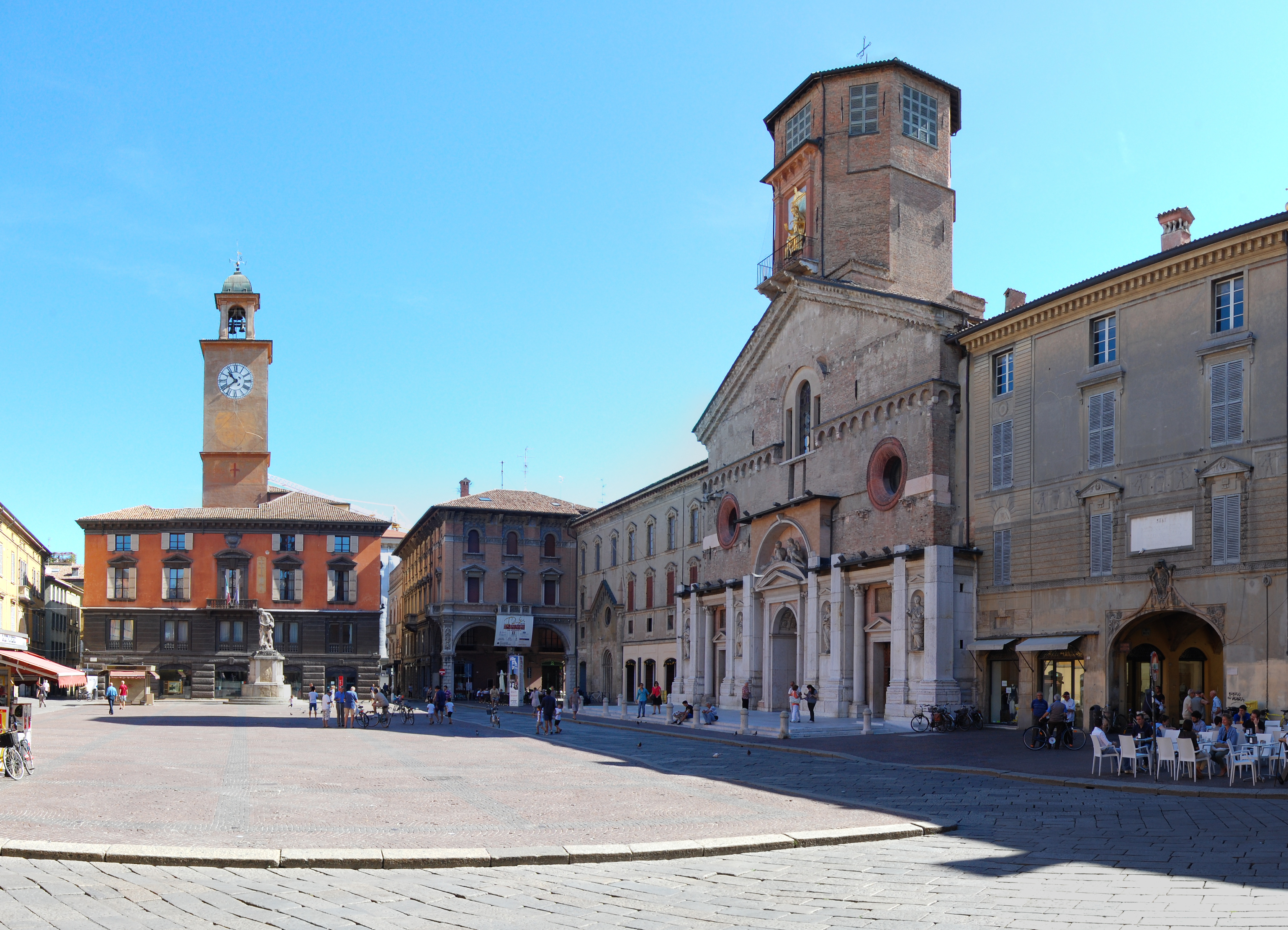
Veduta della piazza

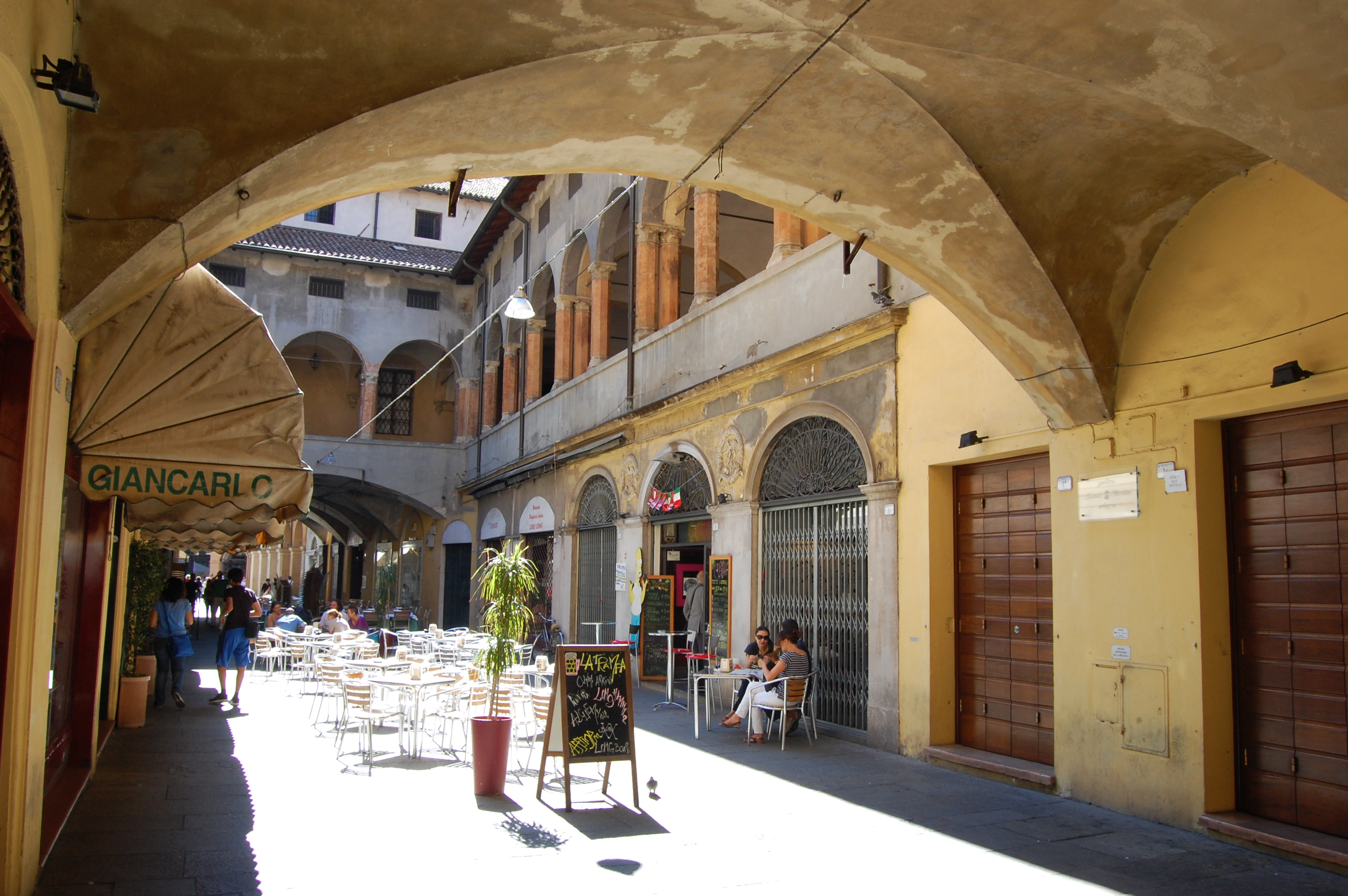
Galleria adiacente al Duomo

Piazza del Duomo di Reggio Emilia, già piazza Vittorio Emanuele II e ufficialmente piazza Camillo Prampolini è detta anche Piazza Grande in contrapposizione alla "Piazza Piccola" (piazza San Prospero) - assunse la forma e l'aspetto attuale nel periodo rinascimentale. 

## Storia e descrizione
La piazza fu intitolata a Vittorio Emanuele II e dopo il 1945 fu ufficiosamente dedicata al socialista reggiano Camillo Prampolini.
Su questa piazza si affacciano i più importanti edifici della vita politica e religiosa della città, tra gli altri il palazzo vescovile ed il Duomo, di cui si può ammirare il Battistero la cui costruzione originale risale al medioevo, e che venne poi ristrutturato e privato dell'abside principale per far posto al palazzo vescovile. La pianta del battistero di Reggio Emilia, prima della ristrutturazione medioevale, aveva la peculiarità di richiamare quella del Santo Sepolcro di Gerusalemme. 
L'edificio ha subito un restauro in tempi recenti. 
Sul lato nord si erge il palazzo del Monte, da cui si innalza la torre civica con l'orologio. Sul lato opposto si erge il palazzo del Municipio, con la Sala del Tricolore e, a sud-est, la Torre del Bordello, oggi sede di uffici comunali. 
Il lato occidentale della piazza è occupato dalle Notarie, antica sede del collegio dei notai, e dal Palazzo del Podestà. 
Di fronte a Palazzo del Monte è collocata la statua del Crostolo, monumento caro ai reggiani, che rappresenta il fiume che attraversa la città (detto appunto Crostolo).

Panoramica HDR della Piazza durante una manifestazione